# Kinbergonuphis atlantisa
Kinbergonuphis atlantisa är en ringmaskart som först beskrevs av Hartman 1965.  Kinbergonuphis atlantisa ingår i släktet Kinbergonuphis och familjen Onuphidae. Inga underarter finns listade i Catalogue of Life.